# Blauwe gomboom
De blauwe gomboom (Eucalyptus globulus) is een boom uit de mirtefamilie (Myrtaceae). De hoge, snelgroeiende, groenblijvende boom stamt uit Zuid-Australië. Op vorstvrije plaatsen in Europa wordt de boom aangeplant voor de sier. De hoogte kan 40 m bedragen.
De kroon is kegel- of koepelvormig, hoog en dicht. De boom heeft een rechte, cilindrische stam. De boomschors is afbladderend in grote, grijsbruine stroken. Daaronder is het wit, bruin- of grijsachtig.
De bladeren zijn sikkelvormig en 10-30 cm × 3-8 cm groot. Ze zijn glimmend donker blauwgroen en zijn voorzien van kliertjes. De jonge bladeren zijn langwerpig, tegenoverstaand en stengelomvattend.
De bloemen zijn witachtig en hebben een doorsnede van circa 4 cm. Ze zijn alleenstaand. De bloemknop heeft een dekseltje (operculum). Als de knop opengaat, gaat dat dekseltje eraf en komen er veel meeldraden tevoorschijn. Deze staan rondom de stijl.

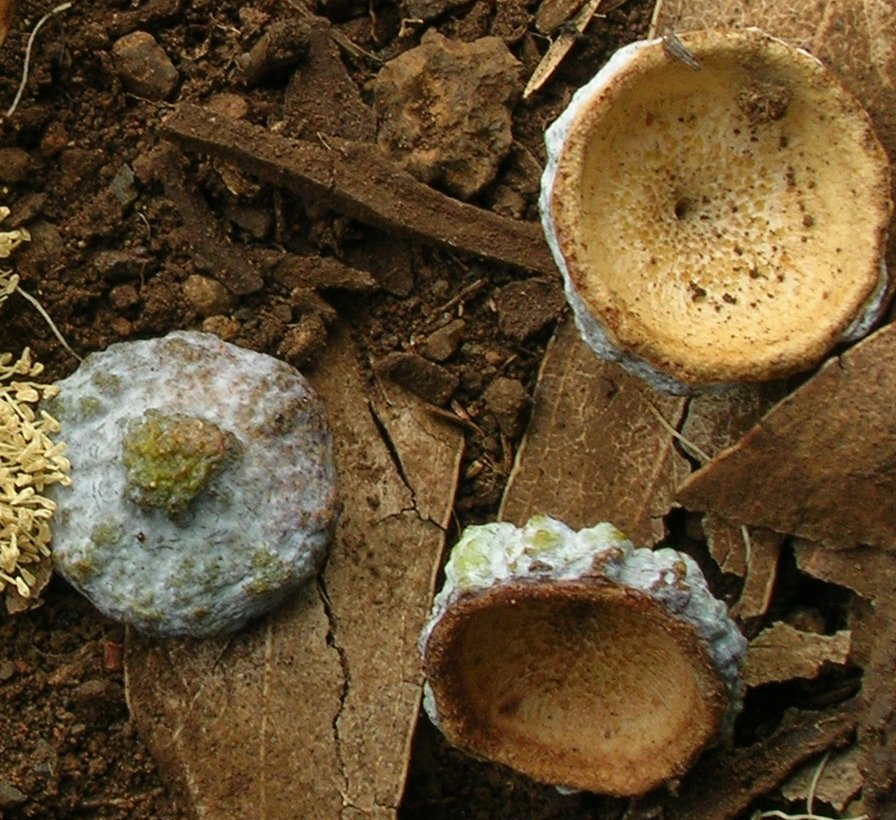
Dekseltjes van de bloemknoppen

Na de bloei ontwikkelen zich de 1-1,5 × 1,5-3 cm grote doosvruchten. Ze zijn zwartachtig van kleur en openen met een dekseltje dat grijsblauw van kleur is.

## Gebruik
De eucalyptusolie uit de bladeren wordt gebruikt als geneesmiddel. Het is een van de soorten eucalyptusbladeren die een koala eet.
... · 
E. brevistylis · 
E. camaldulensis · 
E. diversicolor (Karri) · 
E. erythrocorys · 
E. eudesmioides · 
E. globulus (Blauwe gomboom) · 
E. gomphocephala · 
E. guilfoylei · 
E. gunnii (Cidergomboom) · 
E. jacksonii · 
E. loxophleba · 
E. marginata (Jarrah) · 
E. rudis · 
E. viminalis (Suikereucalyptus) · 
E. wandoo (Wandoo) · 
...